# Taphrocerus laevicollis
Taphrocerus laevicollis är en skalbaggsart som beskrevs av Leconte 1878. Taphrocerus laevicollis ingår i släktet Taphrocerus och familjen praktbaggar. Inga underarter finns listade i Catalogue of Life.